# 白田日出夫
白田 日出夫（しらた ひでお、1973年12月2日 -）は、地方競馬の船橋競馬場・森勇厩舎所属の元騎手である。勝負服の柄は胴紫・白右襷、袖桃。千葉県出身、血液型AB型。

## 来歴
船橋競馬の出川克己厩舎からデビュー、初騎乗は1991年4月18日船橋競馬第9競走ダイリンハートで5着。同年4月23日船橋競馬第5競走をノムラタマオーで勝利し、初勝利をあげた。
1992年8月9日全日本新人王争覇戦出場（4着）。
2007年6月1日から森勇厩舎所属。同年南関東公営競馬功労騎手として表彰された。
2009年1月9日付けで騎手免許を返上し、引退した。
通算成績は2863戦218勝・2着225回・3着237回・勝率7.6%・連対率15.5%
重賞勝ちはないが、アマゾンオペラでの戸塚記念2着などがある（勝ち馬ドルフィンボーイ）。